# Sømna
Sømna là một đô thị hạt Nordland, Na Uy. Nó là một phần của khu vực truyền thống Helgeland. Trung tâm hành chính của Sømna là làng Vik i Helgeland (dân số 361). các cộng đồng khác trong đô thị này là Dalbotn, Sund, và Berg.
Các đô thị của Sømna (tên là Vik trước 1941) đã được tách ra từ Brønnøy ngày 1 tháng 1 năm 1901. Nó đã được sáp nhập trở lại vào Đô thị Brønnøy ngày 1 tháng 1 năm 1964, nhưng lại được tách ra từ nó vào ngày 1 tháng 1 năm 1977.